# Comté de Troms
Le comté de Troms (Troms fylke en norvégien) est un comté norvégien situé au nord du pays. Il a fusionné au 1er janvier 2020 avec le comté de Finnmark pour former le comté de Troms og Finnmark, mais cette fusion a été annulée le 1er janvier 2024.
Il est voisin des comtés de Finnmark et Nordland et partage également une frontière avec le comté suédois de Norrbotten et une autre avec la Laponie finlandaise. Son centre administratif se situe à Tromsø.

## Géographie

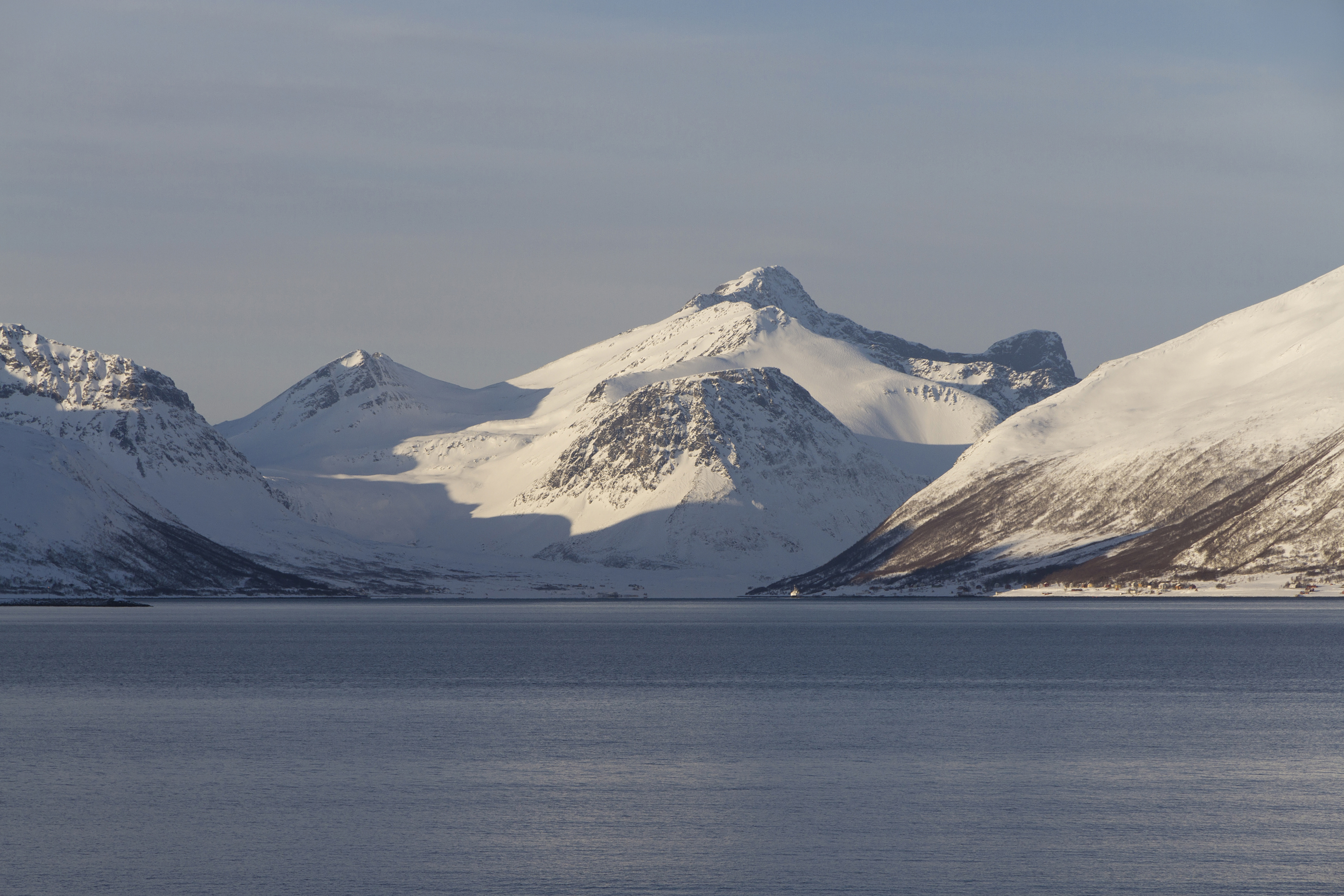
Vue de Arnøyhøgda, Laukslettinden, Tjuvtinden & Rødhetta (2012)

Le Troms a une côte fortement accidentée et dentelée donnant sur la mer de Norvège. Toutefois, les grandes îles montagneuses situées le long de la côte fournissent une excellente voie maritime abritée. Les îles les plus importantes du Troms sont, en commençant au sud, Hinnøya (en partie), Grytøya, Senja, Kvaløya, Ringvassøy, Reinøya, Vannøy et Arnøy. La côte compte également de nombreux fjords, parmi lesquels on peut citer Vågsfjord, Landfjord (partagé avec le Nordland), Malangen, Balsfjord, Ullsfjord, Lyngenfjorden et Kvænangen. Le lac Altevatnet est le plus grand du comté.
Le Troms est une région très montagneuse. Les montagnes les plus importantes sont les Lyngsalpene, qui comptent plusieurs petits glaciers et la plus haute montagne du comté, le Jiekkevarre (1 833 mètres). Plusieurs glaciers se trouvent également à Kvænangen, dont une partie de l'Øksfjordjøkelen qui est le dernier glacier duquel se sont détachés des icebergs (le phénomène prit fin vers 1900).
La plus grande rivière du Troms est la Målselva.

## Histoire
Le Troms est colonisé dès le début de l'âge de la pierre et on trouve des pétroglyphes préhistoriques à de nombreux endroits, dont Ibestad et Balsfjord. Ces premiers habitants vivent de la chasse, de la pêche et de la cueillette.
Le premier groupe ethnique actuel à s'être implanté au Troms sont les Samis. Les premières preuves archéologiques de peuplement scandinave remontent, elles, à la fin de l'âge du fer romain (200 à 400 apr. J.-C.) et ne vont pas plus au nord que Karlsøy, près de l'actuel Tromsø. Les Scandinaves s'installent alors le long des côtes et dans certains grands fjords, tandis que les Saami restent à l'intérieur des terres. Il faut attendre le Xe siècle pour que le peuplement scandinave s'étende plus au nord et atteigne le Finnmark.
Durant la période Viking, un petit royaume, considéré comme faisant partie du Hålogaland, s'établit dans le sud et le centre du Troms. Ottar du Hålogaland rencontre le roi Alfred le Grand vers 890. Le chef viking Tore Hund était, lui, établi à Bjarkøy. La ville voisine de Trondenes (l'Harstad actuelle) était également un centre viking et semble avoir été un point de rassemblement.
Le comté du Troms est créé en 1866.

## Économie
Le comté est principalement montagneux : la seule forme d’agriculture possible à l’intérieur des terres se résume à l’élevage de bétail. C’est la pêche, en revanche, qui est dominante sur les côtes et dans les îles. La ville de Tromsø, en plus d’être le siège du comté, est un important port maritime de la zone arctique. 
L’armée norvégienne est un employeur vital pour le Troms : c’est là que sont basées la 6e division d’infanterie et une grosse partie de l’armée de l’air.

## Communes
Le comté de Troms est subdivisé en 25 communes (kommuner) au niveau local :
- Balsfjord
- Bardu
- Berg
- Bjarkøy
- Dyrøy
- Gratangen
- Harstad
- Ibestad
- Karlsøy
- Kvæfjord
- Kvænangen
- Lavangen
- Lenvik
- Lyngen
- Målselv
- Nordreisa
- Salangen
- Skjervøy
- Skånland
- Storfjord
- Sørreisa
- Torsken
- Tranøy
- Tromsø